# Hällmarksljunghed
Hällmarksljunghed är en vegetationstyp som finns på öar och efter kustlinjen på Sveriges västkust. Precis som annan hällmarkvegetation består den av ett tunt jordlager ovanpå urberget och som namnet avslöjar växer där främst ljung. I områden med hällmarksljunghed finns det också ofta fukthed i vattenhållande svackor. På grund av minskat betestryck håller dock många hällmarksljunghedar på att växa igen.